# Klára Holcová
Klára Holcová (30. května 2003 Praha – 21. prosince 2023 Praha) byla česká atletka a studentka oborů archivnictví a pomocné vědy historické a bohemistiky na Filozofické fakultě Univerzity Karlovy, kde se stala jednou z obětí střelby na Filozofické fakultě Univerzity Karlovy.

## Osobní život a studium
Narodila se v roce 2003 v Praze do přírodovědecké rodiny jako nejmladší ze čtyř sester. Po matce měla slovenské kořeny. Od roku 2004 žila v Brandýse nad Labem. První stupeň základní školy absolvovala na základní škole u svatého Štěpána na Praze 2. Poté nastoupila na osmileté studium do Arcibiskupského gymnázia v Praze. Na něm se na vyšším stupni gymnázia zapojila mj. do Středoškolské odborné činnosti, v rámci níž vypracovala studii s titulem Reflexe panslavistického hnutí na základě literární pozůstalosti Pavla Jozefa Šafárika, se kterou se umístila na osmém místě v celostátním kole. Jako brigádnice také docházela na Ústav geologie a paleontologie Přírodovědecké fakulty Univerzity Karlovy.
Po vykonání maturitní zkoušky nastoupila v roce 2022 na Filozofickou fakultu Univerzity Karlovy na studium oborů archivnictví a pomocné vědy historické se sdruženým studiem Český jazyk a literatura. Od března 2023 byla členkou výboru pražské studentské sekce České archivní společnosti, jako brigádnice pracovala od června 2023 v Archivu hlavního města Prahy. V rámci této činnosti uspořádala fond s názvem Německý mužský tělocvičný spolek Praha, 1888–1939.
V roce 2023 se přestěhovala s jednou ze svých sester zpět do Prahy, kde chtěla kromě studia dosavadních oborů vycestovat v rámci programu Erasmus+ do Německa. Uvažovala také o paralelním studiu na Právnické fakultě Univerzity Karlovy. Kromě češtiny a slovenštiny (což byly její dva rodné jazyky), hovořila plynně také anglicky a německy, v roce 2023 se začala učit maďarsky. Byla věřící, při křtu po narození dostala druhé jméno Zdislava a při biřmování si zvolila jméno Ester. Ve volném čase se ráda věnovala pečení, šití a četbě, přičemž mezi její nejoblíbenější spisovatele patřili Karel Čapek a Franz Kafka.
Zemřela tragicky 21. prosince 2023 ve věku 20 let při Střelbě na Filozofické fakultě Univerzity Karlovy. Poslední rozloučení proběhlo v lednu 2024, hrob má na Vyšehradském hřbitově. Náhrobek navrhl a jeho tvorbu řídil sochař František Skála. Je zhotoven ze zlatohorského mramoru od Rejvízu. Ústředním prvkem je Skálova nová varianta jeho ilustrace pro knihu Bratři Lví srdce od Astrid Lindgrenové, což byla Klářina nejoblíbenější kniha.

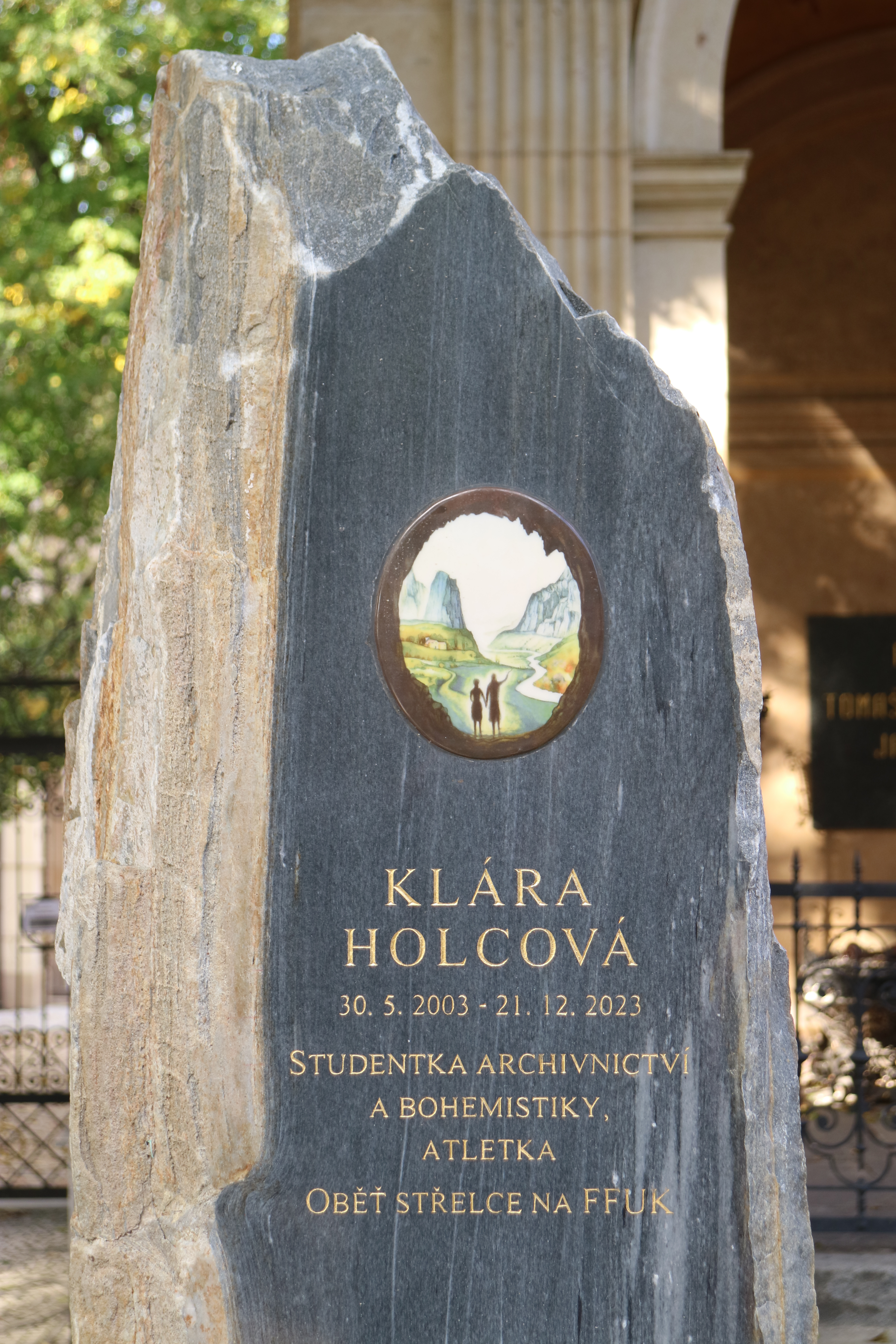
Náhrobek Kláry Holcové na Vyšehradském hřbitově

V březnu 2024 jí bylo in memoriam uděleno ocenění za její sportovní úspěchy. V květnu 2024 uspořádal k uctění její památky její mateřský oddíl Atletika Stará Boleslav pod záštitou Českého atletického svazu Memoriál Kláry Holcové, který plánuje pořádat každoročně. V září 2024 se pod záštitou Českého svazu vzpírání uskutečnil I. ročník Memoriálu Kláry Holcové ve vzpírání.

## Sportovní dráha
Od roku 2016 byla členkou atletického oddílu ve Staré Boleslavi, přičemž se aktivně věnovala převážně vrhu koulí, hodu diskem a hodu kladivem.  V roce 2017 byla například reprezentantkou na Olympiádě dětí a mládeže za Středočeský kraj. Během svého působení získala celkem devět medailí na různých republikových soutěžích v mládežnických kategoriích (jen na mistrovství České republiky se čtyřikrát v kategorii juniorů umístila na druhém místě). Ve vrhu koulí byla v roce 2022 dvakrát českou reprezentantkou na mezinárodních akcích. V srpnu 2023 se stala vítězkou hodu diskem čtvrtého kola první ligy žen v Liberci. V září 2023 se účastnila Akademických her v Olomouci.
V letech 2021 až 2023 byla členkou oddílu SK RAPID Praha, kde se věnovala lukostřelbě. V rámci této činnosti se zúčastnila čtyř soutěží, přinejmenším některé byly republikového významu. V prosinci 2023 pak překonala republikový rekord ve vzpírání, když jako členka Sokolu Vyšehrad překonala v nadhozu dosavadní rekord v kategorii do 23 let.
V atletice a ve vzpírání usilovala o členství v české reprezentaci a ve vzpírání rovněž snila o účasti na letních olympijských hrách.